# The Good, the Bad & the Queen
The Good, the Bad & the Queen — музыкальный проект фронтмена Blur Деймона Албарна, в состав которого вошли также басист The Clash Пол Симонон, Саймон Тонг (гитарист The Verve) и ударник Тони Аллен. Квартет дебютировал в 2007 году с одноимённым альбомом (продюсер Danger Mouse), который получил высокие оценки музыкальных критиков и поднялся до второй строчки в UK Albums Chart. Из альбома вышли три сингла, второй из которых, «Kingdom of Doom», в январе 2007 года поднялся в Британии до 20-й строчки.

## Дискография
- The Good, the Bad & the Queen (2007)
- Merrie Land (2018)